# Libérie

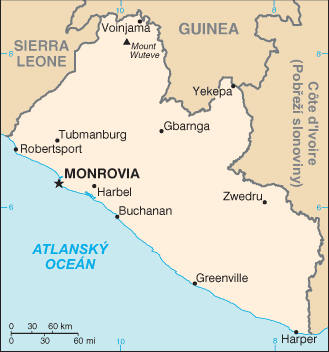
Mapa Libérie

Libérie, plným názvem Liberijská republika, je stát v Africe, který se nachází na západním pobřeží kontinentu, jehož břehy omývá Atlantský oceán. Jeho sousedy jsou Guinea, Pobřeží slonoviny a Sierra Leone. Libérie má teplé rovníkové klima s největším množstvím dešťových srážek v létě spolu se silnými větry v suchém období. Zalidněné Pepřonosné pobřeží je tvořeno převážně mangrovovými lesy, zatímco vnitrozemí je zalesněno jen řídce a přechází v otevřenou rovinu se suššími pastvinami. Od roku 1989 byla Libérie svědkem dvou občanských válek, které vyhnaly ze svých domovů několik set tisíc obyvatel a zdevastovaly ekonomiku země.

## Dějiny
Libérie – země svobody – byla založena v duchu boje proti bezpráví a útlaku. Stala se v první polovině devatenáctého století cílem osvobozených amerických otroků. Za pomoci Americké společnosti pro kolonizaci se na území dnešní Libérie usídlilo přibližně 13 000 Afroameričanů, kteří zde v roce 1847, v obavě z možné britské kolonizace, ustavili po Etiopii druhý nejstarší moderní africký stát, v jehož čele stanul první prezident Joseph J. Roberts. Důležitým elementem pro pozdější vyhrocení bezpečnostní situace byly spory s místním obyvatelstvem, které bylo vystaveno projevům nadřazenosti a diskriminace ze strany relativně vzdělanějších a kosmopolitnějších přistěhovalců ze Spojených států amerických. Již v rané fázi vývoje tohoto státu tak vznikla zřejmá sociální stratifikace v zásadě etnického charakteru. Snahy o integraci původního obyvatelstva do poměrně dynamicky se rozvíjející ekonomiky vytvářené potomky Afroameričanů byly poměrně nedůrazné (přesto stojí za zmínku například takzvaná sjednocovací politika prezidenta Tubmana). Zahraniční investice a podpora zejména ze strany USA sice napomohly celkovému rozvoji místního hospodářství, ale i rozevírání sociálních nůžek mezi Afroameričany a příslušníky místních kmenů.
Frustrace způsobená jednak statusem druhořadých obyvatel, jednak nedostatečnou efektivností státní správy, dovedla původní obyvatelstvo k vojenskému převratu v roce 1980, v jehož čele stanul seržant Samuel Kanyon Doe, který údajně osobně zavraždil prezidenta Tolberta. Doe vládl velice autoritativním způsobem za podpory USA do roku 1989, potkal ho však stejný osud jako jeho předchůdce, když byl v roce 1990 zavražděn „princem“ Yormie Johnsonem, vůdcem Nezávislé národní vlastenecké fronty Libérie (INPFL), oddělené frakce Taylorovy národní vlastenecké fronty Libérie (NPFL).

### První občanská válka
V letech 1989 až 1996 proběhla první občanská válka, během níž se proti NPFL zformovalo opoziční Spojené osvobozenecké hnutí Libérie za demokracii (ULIMO), ve kterém se sjednotili stoupenci zavražděného S. Doa. INPFL zaniklo již v roce 1992 poté, co Taylor upevnil svou pozici a Johnsonovi se nepodařilo prosadit do úřadu prezidenta Libérie. Johnson poté odešel do exilu v Nigérii. NPFL vytrvale vzdorovalo úsilí jednotek ECOMOG (viz níže) o jejich odzbrojení a porušovalo postupně uzavírané mírové dohody zprostředkované ECOMOG – Dohoda z Yamoussoukro (1991), Mírová smlouva z Cotonou (1993) a z Akosombo (1994). Teprve mírová smlouva z Abuji, na základě které vznikla přechodná vláda za účasti NPFL měla pozitivnější dopady, i když střety pokračovaly kvůli odporu Johnsonových přívrženců. Druhou smlouvou z Abuji byly dohodnuty řádné volby a NPFL se přeměnila v politickou Národní vlasteneckou stranu (NPP).

### Druhá občanská válka
V poměrně svobodných volbách roku 1997 byl Charles Taylor zvolen do prezidentského úřadu. Druhá válka začala v roce 1999, když se na scéně objevila povstalecká frakce Liberijci svorní v usmíření a demokracii (LURD) podporovaní ze sousední Guineje. O čtyři roky později se proti Taylorovi postavila ještě druhá povstalecká armáda pod názvem Hnutí za demokracii v Libérii (MoDeL). Povstalcům z obou táborů se postupně podařilo ovládnout většinu území a zatlačit Taylorovy ozbrojené síly do hlavního města Monrovie. Pod tlakem povstaleckého postupu a mezinárodního úsilí Charles Taylor 11. srpna 2003 rezignoval a uchýlil se do exilu v Nigérii. Mírová smlouva mezi vládou, LURD a MoDeL byla podepsána 18. srpna v ghanské Akkře. 29. března 2006 byl Taylor vydán z Nigérie do Sierra Leone, kde byl obviněn tribunálem pro válečné zločiny. Soudní přelíčení začalo 4. července 2007, z důvodu bezpečnosti probíhalo v Nizozemí v Haagu. Taylor byl 26. dubna 2012 uznán vinným z válečných zločinů a zločinů proti lidskosti, 30. května 2012 byl oznámen trest ve výši 50 let vězení .

### Přechodná vláda a volby
Po Taylorově odchodu do exilu byl zvolen předsedou přechodné vlády v roce 2003 Gyude Bryant. Hlavní úlohou přechodné vlády bylo připravit zemi na spravedlivé a pokojné demokratické volby. S jednotkami Mise spojených národů v Libérii (UNMIL), které zajišťovaly mír, uspořádala Libérie úspěšné prezidentské volby na sklonku roku 2005, v nichž zvítězila Ellen Johnson-Sirleaf, vystudovaná ekonomka z Harvardu.

### Prezidentský post Ellen Johnson-Sirleaf
Ellen Johnson-Sirleaf byla první ženou, která byla zvolena hlavou státu v Africe, a její zvolení soustředilo velkou mezinárodní pozornost na liberijský stát. Dříve pracovala jako zaměstnankyně Citibank a Světové banky a její kariéra zahrnuje také vedení Rozvojového programu OSN (UNDP) pro Afriku. V minulosti byla dvakrát vězněna během vlády Samuela Kanyon Doa, ale později odešla do exilu. Jako prezidentka chce s mezinárodní pomocí přebudovat liberijskou ekonomiku a infrastrukturu. Snažila se vymazat zahraniční dluh 3,5 miliardy dolarů. 12. listopadu 2007 souhlasil Mezinárodní měnový fond (IMF) s poskytováním pomoci. Pozvala také obchodní komunitu z Nigérie, aby se účastnili obchodních příležitostí v Libérii, jako dík za pomoc při chránění míru v Libérii. Také Liberijci v exilu investují v zemi a účastní se snah o liberijskou obnovu.
Kromě jejích prvotních snah o obnovu základních služeb jako dodávek vody a elektřiny do hlavního města Monrovie, založila Ellen Johnson-Sirleaf komisi k řešení zločinů spáchaných během dlouhé občanské války a snaží se také o obnovení liberijské potravinové nezávislosti. Požadovala také po Nigérii, aby vydala obviněné válečné zločince.

### Přehled hlav státu
- 3. 1. 1848 – 7. 1. 1856 – Joseph Jenkins Roberts – prezident; bezp.
- 7. 1. 1856 – 4. 1. 1864 – Stephen Allen Benson – prezident; bezp.
- 4. 1. 1864 – 6. 1. 1868 – Daniel Bashiel Warner – prezident; TWP
- 6. 1. 1868 – 3. 1. 1870 – James Spriggs Payne – prezident; RP
- 3. 1. 1870 – 26. 10. 1871 – Edward James Roye – prezident; TWP
- 26. 10. 1871 – 4. 11. 1871 – Charles Benedict Dunbar, Reginald A. Sherman, Amos Herring – výkonný výbor
- 4. 11. 1871 – 1. 1. 1872 – James Skivring Smith – prezident; TWP
- 1. 1. 1872 – 3. 1. 1876 – Joseph Jenkins Roberts – prezident; RP
- 3. 1. 1876 – 7. 1. 1878 – James Spriggs Payne – prezident; RP
- 7. 1. 1878 – 20. 1. 1883 – Anthony William Gerdner – prezident; TWP
- 20. 1. 1883 – 7. 1. 1884 – Alfred Francis Russell – prezident; TWP
- 7. 1. 1884 – 4. 1. 1892 – Hilary Richard Wright Johnson – prezident; TWP
- 4. 1. 1892 – 12. 11. 1896 – Joseph James Cheeseman – prezident; TWP
- 12. 11. 1896 – 11. 12. 1900 – William David Coleman – prezident; TWP
- 11. 12. 1900 – 6. 1. 1902 – Garretson Wilmot Gibson – úřadující prezident; TWP
- 6. 1. 1902 – 4. 1. 1904 – Garretson Wilmot Gibson – prezident; TWP
- 4. 1. 1904 – 1. 1. 1912 - Arthur Barclay – prezident; TWP
- 1. 1. 1912 – 5. 1. 1920 – Daniel Edward Howard – prezident; TWP
- 5. 1. 1920 – 3. 12. 1930 – Charles Dunbar Burgess King – prezident; TWP
- 3. 12. 1930 – 4. 1. 1932 – Edwin James Barclay – úřadující prezident; TWP
- 4. 1. 1932 – 3. 1. 1944 – Edwin James Barclay – prezident; TWP
- 3. 1. 1944 – 23. 7. 1971 – William Vacanarat Shadrach Tubman – prezident; TWP
- 23. 7. 1971 – 12. 4. 1980 – William Richard Tolbert, Jr. – prezident; TWP
- 12. 4. 1980 – 25. 7. 1984 – Samuel Kanyon Doe – předseda Rady lidové spásy; voj.
- 25. 7. 1984 – 9. 9. 1990 – Samuel Kanyon Doe – prezident; NDP
- 27. 7. 1990 – 21. 10. 1990 – Charles G. Taylor – hlava prozatímní vlády; Gbarnga; NPFL
- 2. 9. 1990 – 22. 11. 1990 – Amos Claudius Sawyer – předseda Prozatímní vlády národní jednoty; LPP
- 9. 9. 1990 – 1990 – Prince Johnson – prezident; INPF
- 9. 9. 1990 – 22. 11. 1990 – David Nimley – hlava vládnoucí státní rady; voj./NDP
- 21. 10. 1990 – 22. 11. 1990 – Charles G. Taylor – prezident; NPFL
- 22. 11. 1990 – 7. 3. 1994 – Amos Claudius Sawyer – předseda Prozatímní vlády národní jednoty; LPP
- 7. 3. 1994 – 1. 9. 1995 – David Donald Kpormakor – předseda státní rady; bezp.
- 1. 9. 1995 – 3. 9. 1996 – Wilton G. S. Sankawulo – předseda státní rady; bezp.
- 3. 9. 1996 – 2. 8. 1997 – Ruth Sando Perryová – předsedkyně státní rady; NDP/bezp.
- 2. 8. 1997 – 11. 8. 2003 – Charles G. Taylor – prezident; NPP
- 11. 8. 2003 – 14. 10. 2003 – Moses Zeh Blah – prezident; NPP
- 14. 10. 2003 – 16. 1. 2006 – Charles Gyude Bryant – předseda Přechodné národní vlády; LAP
- 16. 1. 2006 – 22. 1. 2018 – Ellen Johnson-Sirleafová – prezidentka; UP
- 22. 1. 2018 – 22. 1. 2024 – George Weah – prezident; CDC
- od 22. 1. 2024 – Joseph Boakai – prezident; UP

## Státní symboly

### Vlajka
Liberijská vlajka je tvořena listem o poměru stran 10:19 s jedenácti vodorovnými pruhy (šesti červenými a pěti bílými). V modrém karé, zabírající šířku pěti pruhů, je bílá, pěticípá hvězda.

### Znak
Liberijský státní znak je tvořen štítem, lemovaném zlatou kartuší. Na něm je v modrém poli plachetnice a pevnina, na které roste palma. V popředí je pluh a lopata, nad mořem je vycházející zlaté slunce a stříbrná, letící holubice s listem v zobáku. Nad štítem je stříbrná stuha s černým heslem v angličtině THE LOVE OF LIBERTY BROUGHT US HERE (česky Láska ke svobodě nás sem přivedla), pod ní další, také stříbrná, stuha s anglickým názvem státu REPUBLIC OF LIBERIA (česky Liberijská republika).

### Hymna
Liberijská hymna je píseň All Hail, Liberia, Hail! Text napsal Daniel Bashiel Warner, 3. prezident Libérie, a hudbu složil Olmstead Luca.

## Geografie

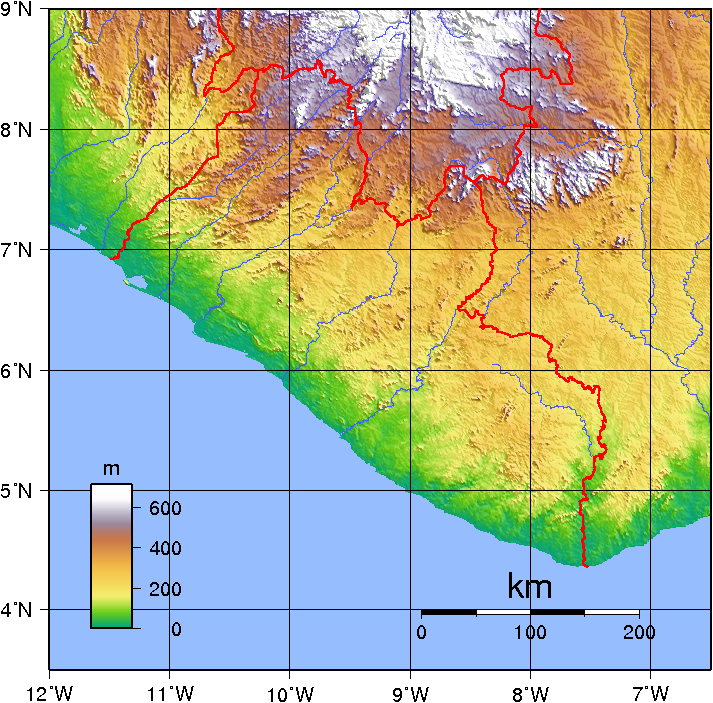
Topografická mapa Libérie

Libérie leží v západní Africe a sousedí se státy Guinea, Pobřeží slonoviny a Sierra Leone. Na jihozápadě je ohraničena Atlantským oceánem. Na pobřeží se nachází převážně písčiny, kosy a laguny. Nížiny se rozkládají na přibližně 50 km širokém pásu, kde se vyskytují také bažiny. Krajina poté stoupá až do středohoří s výškou 1000 metrů, které zčásti tvoří Hornoguinejskou vysočinu. Celková délka hranic státu s okolními zeměmi je 1587 km: 306 km se Sierra Leone, 563 km se státem Guinea a 716 km s Pobřeží slonoviny. Pobřežní hranice je pak dlouhá 579 km. Celkový povrch Libérie je 111 370 km². Z toho 96 320 km² je pevnina a 15 050 km² tvoří vodní plochy.
Mezi přírodní zdroje, které se zde nachází, patří železná ruda, dřevo, diamanty a zlato.
Severozápadní hranici země přetíná řeka Mano, zatímco jihovýchodní část je ohraničena řekou Cavally. Tři největší řeky v Libérii jsou St. Paul pramenící poblíž Monrovie, St. John a Cestos. Všechny se vlévají do Atlantského oceánu.
Nejvyšším bodem je Mount Wutivi s výškou 1440 metrů nad mořem. Horský masiv Nimba poblíž Yekepa je sice vyšší se svými 1752 metry nad mořem, ale neleží zcela v Libérii, nýbrž sdílí hranice se státy Guinea a Pobřeží slonoviny a je taktéž jejich nejvyšší vrchem.

### Podnebí
Rovníkové klima je celoročně teplé s prudkými dešti od května do října a krátkou dvoutýdenní přestávkou v srpnu. Během zimních měsíců od listopadu do března vanou do vnitrozemí suché a prašné větry, jež způsobují obyvatelům mnoho problémů.

## Politika
Libérie je republika prezidentského typu. Prezident stojí v čele vlády, kterou jmenuje. Je volen na čtyřleté funkční období, přičemž může být zvolen dvakrát po sobě. Zákonodárnou moc má dvoukomorový parlament. Poslanecká sněmovna má 64 poslanců a Senát 30 členů. Prezident republiky, George Weah (CDC), stojí v čele státu od prezidentských voleb konaných v prosinci 2017, viceprezidentem je Jewel Taylor.

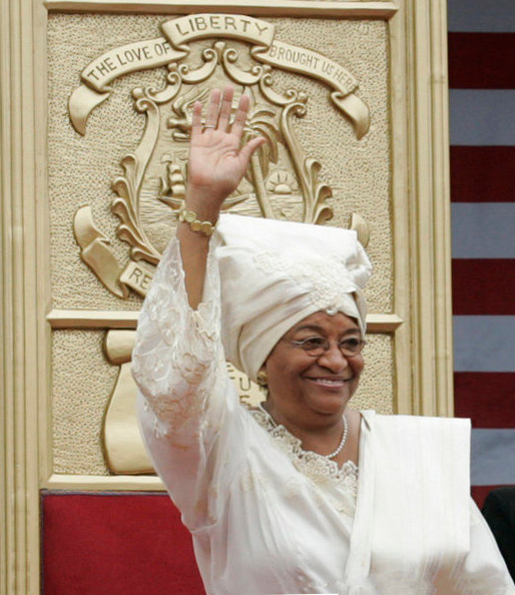
Bývalá prezidentka Ellen Johnson-Sirleaf

Nejdéle vládnoucím prezidentem v historii Libérie byl William Tubman, který vládl od roku 1944 až do své smrti v roce 1971. Nejkratší dobu pak vládl James Skivring Smith, který měl ve svých rukou moc pouze dva měsíce. I přes široce rozšířenou korupci byl politický proces od založení Libérie v roce 1847 velmi stabilní až do vojenského převratu v roce 1980.

### Členství v mezinárodních organizacích
Libérie je členem mnoha mezinárodních organizací: ACP, AfDB, CCC, ECA, ECOWAS, FAO, G-77, IAEA, IBRD, ICAO, ICFTU, ICRM, IDA, IFAD, IFC, IFRCS, ILO, IMF, IMO, Inmarsat, Intelsat, Interpol, IOC, IOM, ITU, NAM, OAU, OPCW, UN, UNCTAD, UNESCO, UNIDO, UPU, WCL, WFTU, WHO, WIPO, WMO.

### Nejvýznamnější politické strany
- Aliance pro mír a demokracii (APD)
- Koalice pro transformaci Libérie (COTOL)
- Kongres pro demokratické změny (CDC)
- Liberijská strana akce (LAP)
- Strana svobody (LP)
- Národní patriotická strana (NPP)
- Strana jednoty (UP)

### Správní členění

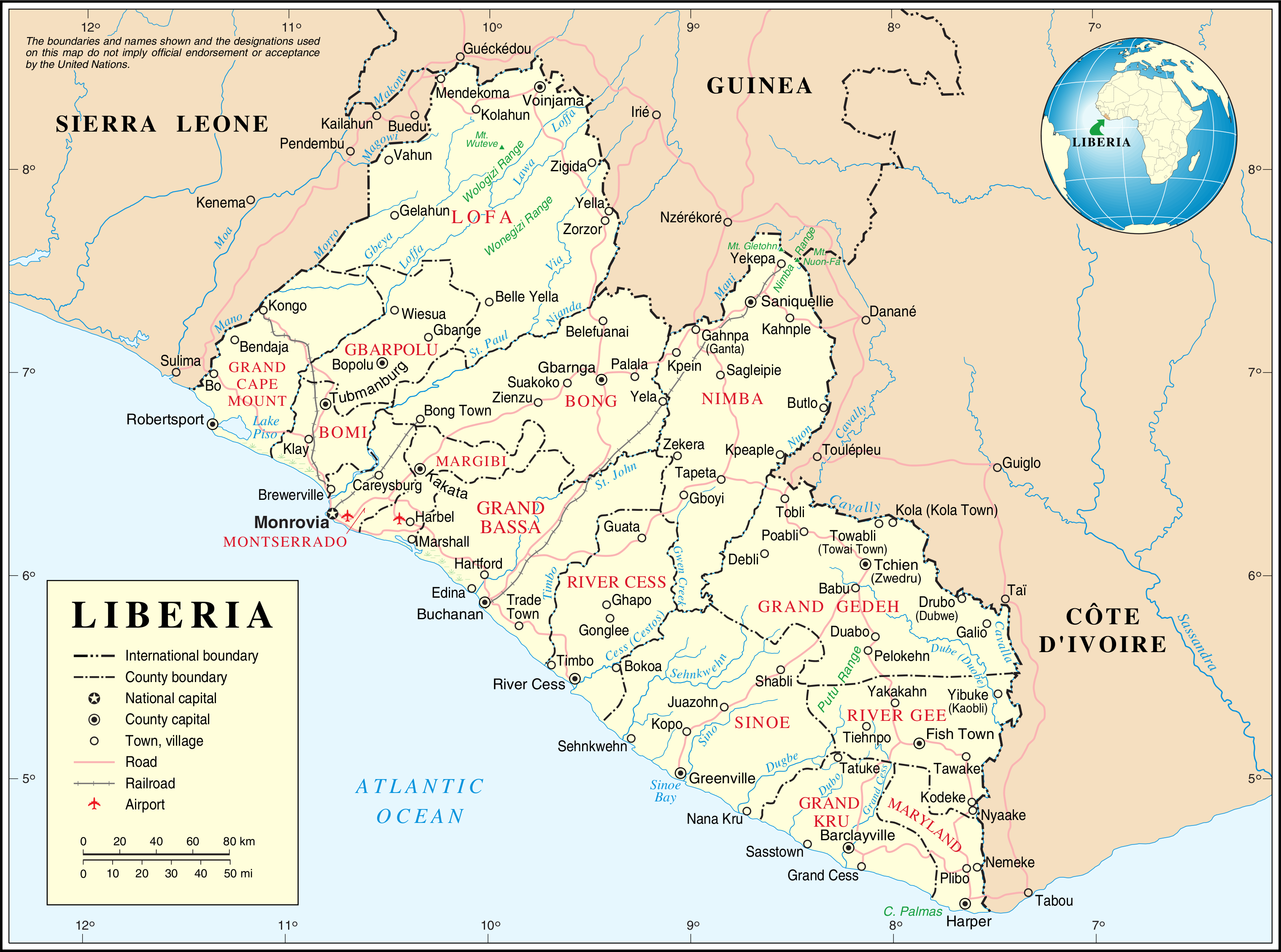
Administrativní rozdělení Libérie

Země se člení na 15 regionů: Bomi, Bong, Gbarpolu, Gran Bassa, Grand Cape Mount, Grand Gedeh, Grand Kru, Lofa, Margibi, Maryland, Montserrado, Nimba, Rivercess, River Gee, Sinoe.
Největšími městy jsou:
- Monrovia (hlavní město – 1,3 mil. obyv.)
- Harper
- Greenville
- Buchanan
- Robertsport
- Gbanga
- Zwedru
- Harper [6]

## Ekonomika
Hospodářství i samotná společnost nadále zůstává silně poznamenaná válkou, ve které byla takřka naprosto zničena veškerá infrastruktura země. Politika nové liberijské vlády je zaměřena především na zlepšování negativního obrazu země v zahraničí a přilákání co největšího množství zahraničních investic a rozvojových finančních prostředků. V minulém roce[zdroj?] dosáhla vláda několika úspěchů. HDP rostlo 7,8 % a díky četným zahraničním cestám prezidentky byly navázány aktivní vztahy s největšími donory (USA, Kanada, Německo, Japonsko, EU, WB, IMF). Vládě se podařilo uzavřít smlouvu na těžbu železné rudy s koncernem Mittal, bylo zrušeno embargo na vývoz dřeva a diamantů.

### Průmysl
Na celkové tvorbě HDP se průmyslová výroba podílí necelými 6 %. V zemi existuje pouze malý výrobní sektor (cement, nápoje...), trpící nedostatkem elektřiny a pohonných hmot a konkurencí levných dovozů. Těžební průmysl se dosud nevzpamatoval z následků války.

### Zemědělství
Zemědělství zůstává páteří liberijské ekonomiky. Na celkové tvorbě HDP se tento sektor podílí 70 %, zaměstnává však až 75 % obyvatel. Hlavními pěstovanými plodinami jsou rýže, kasava, káva a kakao. Země je potravinově nesoběstačná a je závislá na dovozu rýže. Již od 2. světové války je Libérie významným pěstitelem kaučukovníku (největší plantáž v zemi patří koncernu Firestone). Roční produkce Libérie se pohybuje kolem 92 tis. tun. Libérie má stále ještě velké zásoby tropického dřeva, které vyváží.

### Služby
Na tvorbě HDP se podílí 26 %. Libérie je po Panamě druhou nejvýznamnější zemí poskytující svoji vlajku cizím lodím. V současné době se pod liberijskou vlajkou plaví 1683 lodí s tonáží 70 mil. tun. Poplatky za registraci jsou významným zdrojem vládních příjmů.

### Infrastruktura
Země má kolem 10 600 km silnic, z toho je pouze 660 km asfaltovaných – ostatní jsou ve velmi špatném stavu. Železnice (490 km) byla zničena válkou. Mezinárodní letiště v Monrovii má spojení s Bruselem (Brussels Air) a okolními západoafrickými státy (Bellview, Slokair). Námořní přístavy jsou ve městech Monrovia, Buchanan, Greensville, Harper a Robertsport.

## Obyvatelstvo

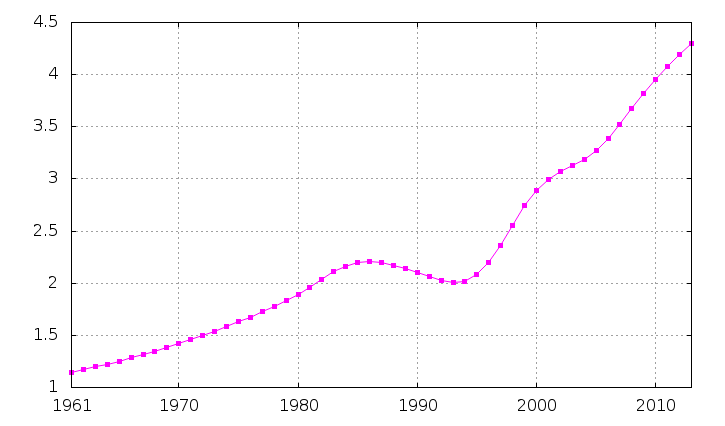
Růst populace v Libérii během let 1961–2003

Libérie má asi 3 334 587 obyvatel (odhad z roku 2008). Populační tempo růstu je okolo 3,661 %

### Věková struktura
0–14 let:
- 44 % (muži 734 375; ženy 731 287)

15–64 let:
- 53,3 % (muži 879 848; ženy 896 319)

65 let a více:
- 2,8 % (muži 45 175; ženy 47 583) odhad z roku 2008

### Průměrná délka života
celková populace:
- 41,13 let

muži:
- 39,85 let

ženy:
- 42,46 let (odhad z roku 2008) [7]

Obyvatelstvo je etnicky neobyčejně pestré. Nejpočetnější skupinou jsou Kpellové (20 %), další etnika jsou ještě méně četná: Bassové (asi 14 %), Danové (8 %), Kruové (8 %) a desítky dalších. Amerikanoliberijci tvoří asi 5 %. Úředním jazykem je angličtina a dalšími hlavními užívanými jazyky jsou kpelština (kpelle), golla, mande, kru a jiné.
V Libérii je také početná skupina Libanonců, Indů a dalších národů západní Afriky, kteří tvoří značnou část liberijské obchodní komunity. Kvůli občanské válce a s tím spojenými problémy s bezpečností, je počet obyvatel západních zemí v Libérii nízký, situovaný převážně do Monrovie a jejího bezprostředního okolí. Liberijská ústava omezuje udělování občanství pouze lidem s africkým původem.
Většina věřících se hlásí k domorodému náboženství (40 %), nebo křesťanství (40 %, z toho 5,8 % římskokatolické) a početnou minoritou jsou i muslimové (20 %). Židé tvoří asi jen 0,06 %.[zdroj?]